# Дейли Нюз (1846 – 1930)
Вижте пояснителната страница за други значения на Дейли Нюз.
„Дейли Нюз“ (на английски: The Daily News, в превод „Дневни новини“) е исторически национален ежедневен вестник, излизал във Великобритания от 1846 до 1930 година.
Роля в българската история играят кореспондентите на „Дейли Нюз“ Едвин Пиърс, Джанюариъс Макгахан и Джон Макдоналд, които отразяват османските зверства при потушаване съответно на Априлското (1876) и Горноджумайското въстание (1902).

## История
Вестникът е основан в 1846 от Чарлз Дикенс, който е първият му редактор. Замислен е като радикален съперник на десния „Морнинг Кроникъл“. Вестникът първоначално се представя добре на пазара. Дикенс редактира 17 броя преди да предаде редакторството на своя приятел Джон Форстър, който има по-добър журналистически опит. Фостър води вестника до 1870 година. Чарлз Макай, Хариет Матино, Джордж Бърнард Шоу, Хърбърт Уелс и Гилбърт Кийт Честъртън са сред водещите автори на вестника по време на най-добрите му дни. През 1870 година вестникът поглъща „Морнинг Стар“.
В 1901 година производителят на шоколад и квакер Джордж Кадбъри купува „Дейли Нюз“ и го използва за кампанията си за пенсии и против тежките условия на труд. Като пацифист Кадбъри и съответно и вестника му се противопоставят на Бурската война.
В 1906 година „Дейли Нюз“ вестникът прави изложба за тежките условия на труд в Куинс Хол, която подкрепя и движението за разширяване на избирателното право при жените. В 1909 година Хенри Брайлсфорд и Хенри Невинсън подават оставка от вестника, когато той отказва да заклейми насилственото хранене на гладуващи суфражетки.
В 1912 година „Дейли Нюз“ се слива с „Морнинг Лийдър“ и за известно време се казва „Дейли Нюз енд Лийдър“ (Daily News and Leader). В 1928 година се слива с „Уестминстър Газет“, а в 1930 година с „Дейли Кроникъл“, за да образува лявоцентристкия „Нюз Кроникъл“.
Председател от 1911 до 1930 година е Едуард Кадбъри, най-възрастният син на Джордж Кадбъри.

## Редактори
1846: Чарлз Дикенс
1846: Джон Форстър
1847: Айри Евънс Кроу
1851: Фредерик Найт Хънт
1854: Уилям Уиър
1858: Томас Уокър
1869: Едуард Диси
1869: Франк Харисън Хил
1886: Джон Робинсън
1896: Едуард Тайъс Кук
1901: Рудоф Чеймбърс Леман
1902: Алфред Джордж Гардънър
1920: Стюърт Ходжсън